# Marco Chagas

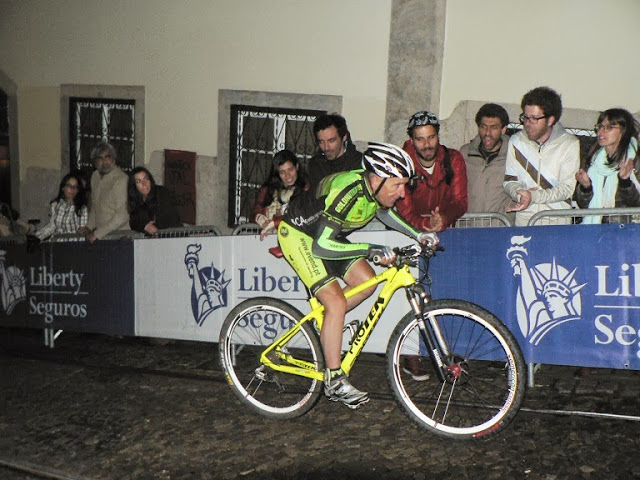
Marco Chagas

Marco Antonio Chagas Martins (* 19. November 1956 in Pontével) ist ein ehemaliger portugiesischer Radrennfahrer und nationaler Meister im Radsport.

## Sportliche Laufbahn
Chagas war Straßenradsportler. Von 1976 bis 1990 war er als Berufsfahrer aktiv.
Chagas gewann die Portugal-Rundfahrt in den Jahren 1982, 1983, 1985 und 1986. Etappensiege in dieser Rundfahrt holte er 1976, 1979 (dreifach), 1980, 1981, 1982 (zweifach), 1983 (zweifach), 1984 (zweifach), 1985 (zweifach), 1986 (vierfach), 1987, 1988 und 1989.
1976, 1982 und 1985 siegte er in den Titelrennen um die nationale Meisterschaft im Straßenrennen. 1978 war er im Etappenrennen Rapport Toer in Südafrika erfolgreich. 1983 gewann Chagas das Eintagesrennen Porto–Lisboa. Etappen gewann er in den Rundfahrten Grande Prémio Jornal de Notícias 1984, Algarve-Rundfahrt 1985 und 1988, Grande Prémio do Minho 1986 (und Gesamtwertung), Volta ao Alentejo 1987, 1989 und 1990, Trofeu Joaquim Agostinho, GP Costa Azul und Grande Prémio do Minho 1989.
Die Internationale Friedensfahrt bestritt Chagas 1979 und wurde 22. Die Tour de France fuhr er zweimal. 1980 wurde er 41. und 1984 77. der Gesamtwertung. In der Vuelta a España 1987 schied er aus. Später wurde er Sportlicher Leiter in verschiedenen portugiesischen Teams.